# George Engleheart

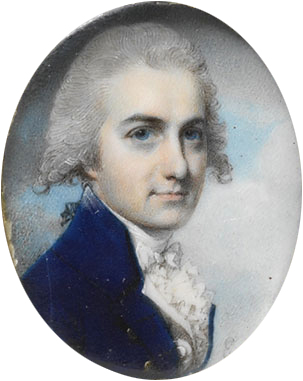
Retrat de John Dyer Collier, circa 1785, George Engleheart Victoria and Albert Museum, London

George Engleheart (1750–1829) va ser un dels pintors més destacats de retrats en miniatura a l'Anglaterra del segle XVIII-XIX, contemporani de Richard Cosway, John Smart, William Wood i Richard Crosse.

## Galeria

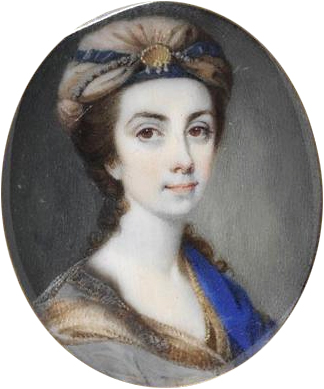
George Engleheart - Portrait of Unknown Woman - circa 1775 - Victoria & Albert Museum
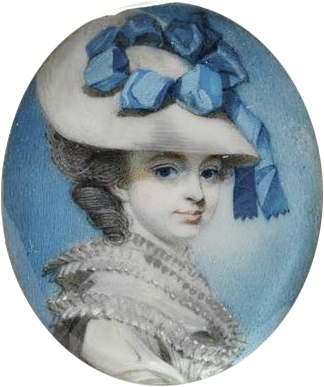
George Engleheart - Portrait of Unknown Woman - circa 1780 - Frame with bracelet fitting - Victoria & Albert Museum
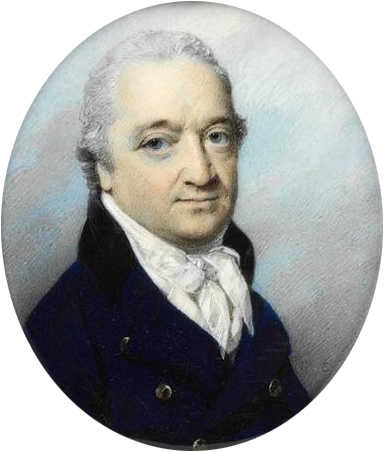
George Engleheart - Portrait of Unknown Man - circa 1800 - Signed with cursive 'E' on obverse - Victoria & Albert Museum
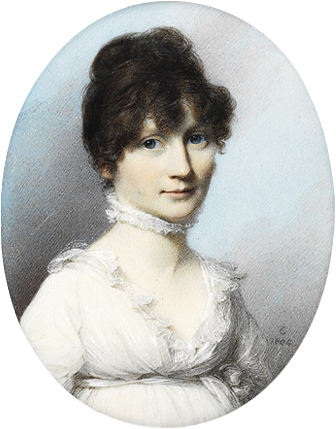
George Engleheart - Portrait of Unknown Woman - Signed with cursive 'E' and dated 1804 on obverse - Victoria & Albert Museum
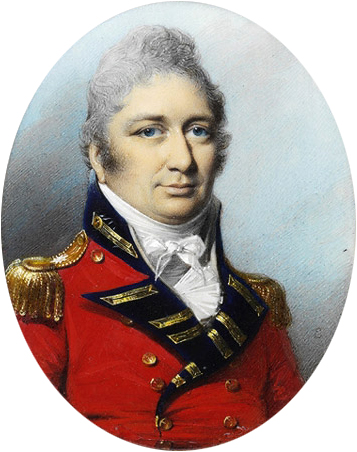
George Engleheart - Portrait of Colonel Cuppage - Dated 1806 - Signed with cursive 'E' on obverse - Victoria & Albert Museum